# Сант-Анджело-а-Скала
Сант-Анджело-а-Скала (итал. Sant'Angelo a Scala) — коммуна в Италии, располагается в регионе Кампания, в провинции Авеллино.
Население составляет 736 человек (2008 г.), плотность населения составляет 74 чел./км². Занимает площадь 10 км². Почтовый индекс — 83010. Телефонный код — 0825.
Покровителем коммуны почитается святой архангел Михаил, празднование 29 сентября.

## Демография
Динамика населения:

## Администрация коммуны
- Официальный сайт: http://www.comune.santangeloascala.av.it